# Top (Unix)

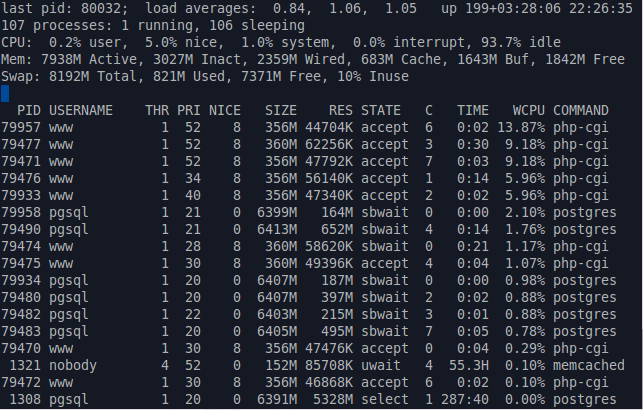
Wynik polecenia top w systemie operacyjnym z rodziny BSD.

top – program działający z poziomu konsoli, występujący w większości uniksopochodnych systemów operacyjnych wyświetlający odświeżaną listę procesów aktualnie działających w systemie. Dzięki niemu możemy monitorować to co aktualnie dzieje się w systemie.
Dane te mogą być sortowane według różnych kryteriów, np. według zużywanej mocy obliczeniowej czy pamięci operacyjnej (wybór poprzez podanie odpowiedniego parametru programu). Wyświetlane są także inne dane, np. nazwa użytkownika, który uruchomił ten proces. 
Program top można zastąpić programem htop o takim samym zastosowaniu lecz o wygodniejszym interfejsie użytkownika i wielu dodatkowych funkcjach.

## Przykład działania w systemie Unix
```
top - 12:34:04 up 41 days, 18:28, 11 users,  load average: 0.60, 0.79, 0.76
Tasks: 144 total,   1 running, 141 sleeping,   1 stopped,   1 zombie
Cpu(s):  3.9% us,  2.0% sy,  1.5% ni, 92.3% id,  0.0% wa,  0.2% hi,  0.2% si
Mem:    449856k total,   437696k used,    12160k free,    56584k buffers
Swap:   522072k total,   147440k used,   374632k free,   139828k cached

  PID USER      PR  NI  VIRT  RES  SHR S %CPU %MEM    TIME+  COMMAND
 5296 mksd      17   0 52416  48m  788 S  0.0 11.0   0:05.12 mks32
 9369 jabber    21   5 82404  20m 3788 S  0.0  4.8  12:08.69 pyrss
 7392 http      20   5 26140  15m 3684 S  2.2  3.4   0:05.78 httpd.prefork
 7423 http      20   5 26084  14m 3648 S  1.9  3.4   0:02.07 httpd.prefork
 7679 mysql     21   0  100m  14m 3780 S  0.4  3.4   0:00.51 mysqld
 1170 amavis    16   0 35032  11m 1692 S  0.0  2.6   0:03.15 amavisd
32746 amavis    16   0 35000  11m 1692 S  0.0  2.6   0:03.68 amavisd
 1002 root      21   5 21716  11m 4656 S  0.0  2.6   0:02.91 httpd.prefork
 7482 http      21   5 22380  10m 3360 S  0.0  2.5   0:00.34 httpd.prefork
 7480 http      20   5 22048  10m 2916 S  0.0  2.3   0:00.18 httpd.prefork
 7472 http      21   5 22008 9920 2404 S  0.0  2.2   0:00.13 httpd.prefork
 3111 jabber    21   5 10572 7300 1560 S  0.0  1.6 154:12.72 jabberd14
 2865 amavis    16   0 34752 6560 2056 S  0.0  1.5   0:15.39 amavisd
 4365 jabber    21   5 29208 6204 1336 S  0.0  1.4   9:01.27 jggtrans
 3669 postgrey  21   5 11000 5136 2328 S  0.0  1.1  14:07.33 postgrey
 4135 root      16   0  9232 4688 1328 S  0.0  1.0 819:12.79 denyhosts.py
```